# クォン・キオク
権 基玉 (クォン・キオク、朝: 권기옥、ローマ字:Kwon Ki-ok、1901年1月11日 - 1988年4月19日）は、朝鮮の独立運動家・パイロット。中華民国で従軍しながら、朴敬元・李貞喜・金璟梧と並んで朝鮮人・韓国人の女性パイロットの草分け的存在である。

## 生涯

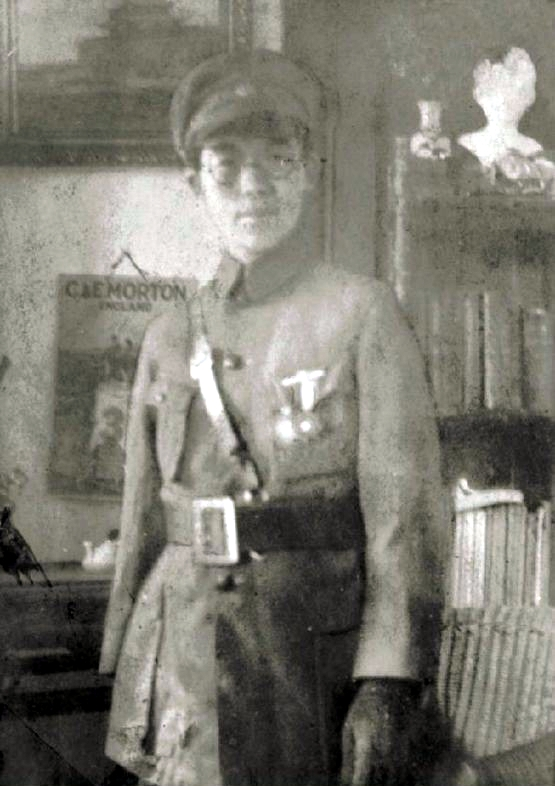
1928年撮影

1901年、平壌府上水口里152番地の没落両班の家に四女一男の次女として生まれた。父は權敦珏・母は張文明で、幼名は葛禮。1913年、12歳の時に崇賢小学校に入学。卒業後は崇義女性高等普通学校に編入した。
1917年に朝鮮を訪れたアメリカ合衆国の飛行家アート・スミスが、平壌の綾羅島にて開催した展示飛行をするのを見て、飛行家を志すようになる。
1919年、三・一運動に参加して逮捕され、3週間収監された。出所後は韓国愛国婦人会の活動に参加したため、再び逮捕されて6ヶ月間投獄された。出所後は中国に逃れ、杭州でアメリカの宣教師エレン・ピーターソンが運営する弘道女子中学で英語と中国語を学んだ。
1923年、上海の大韓民国臨時政府の推薦を受けて雲南陸軍航空学校に入学し、1925年2月28日に同校を卒業した。第1回卒業生中の唯一の女性であった。
馮玉祥、張之江が率いる国民軍（西北軍）の航空隊に加わり、1926年4月20日には西北軍航空隊副飛航員に任命された。翌年には国民革命軍に易幟し、同年3月に上海で成立した国民革命軍東路軍航空司令部の飛航員であった。1927年5月、総司令部航空処航空第2隊（隊長：欧陽璋）飛行員。1929年2月4日、航空署臨時編輯委員会編輯委員。同年5月、航空司令部航空第2隊飛行員。6月4日、航空署航空第1隊上尉観察師。1930年10月20日、少校。1930年10月24日から1933年7月18日まで軍政部航空第1隊飛航員。同年、航空署教育科編課員。1934年、航空委員会第三処第八科科員。この間1928年に同じ独立運動家で詩人の李相定と結婚。
北京、南京に勤務し、1940年には中佐に昇進した。日中戦争勃発時には重慶にある参謀学校の教官。1943年8月19日、韓国臨時政府空軍設計委員。
第二次世界大戦終結後の1949年に韓国に帰還。李永茂らとともに韓国空軍の設立に尽力し、朝鮮戦争中は大韓民国国防部の代表常務委員を務めた。
朝鮮戦争休戦後に退役し、韓国年鑑の刊行に携わる傍ら韓中文化協会の副会長を務めた。1968年に大統領表彰を受賞し、1977年には大韓民国建国勲章国民章を受章した。1971年10月13日、中華民国空軍参謀総長賴名湯上将から飛行胸章を授与される。